# Léon Georget
Léon Georget (Preuilly-sur-Claise, 2 de outubro de 1879 - Neuilly-sur-Seine, 5 de novembro de 1949) foi um ciclista profissional da França.
Foi o 8º colocado da classificação geral do Tour de France 1906. Atuou no ciclismo no período de 1902 a 1924.